# 威廉·穆赫兰
威廉·穆赫兰（William Mulholland 1855年9月11日—1935年7月22日）是一名爱尔兰裔美国土木工程师，他自学成才，设计建造了洛杉矶引水渠，由此引发加州水战。穆赫兰大坝和穆赫兰道因他得名。

## 生平
他出生于英国治下的爱尔兰贝尔法斯特，曾是英国商船队水手。1874年他在纽约下船，到五大湖地区寻找工作。
他在1877年抵达洛杉矶，在洛杉矶供水官（Zanjero）弗雷德里克·伊顿手下工作。当时洛杉矶人口只有9,000，但他们认为洛杉矶会很快发展起来，因此在干旱的气候中，供水问题需要尽快解决。
1906年，他被任命为洛杉矶供水局首席工程师（Chief Engineer of the Bureau of the Los Angeles Aqueduct），1907年至1913年间主持建造洛杉矶引水渠。这是一项浩大的工程，巅峰时期需要3900多名工人。他的工程学知识完全是自学的，1914年因为在供水工程上的贡献获加州大学伯克利分校荣誉博士学位。
1913年5月，银谷水公司（Spring Valley Water Company）雇佣他做卡拉维拉斯水库（Calaveras Reservoir）水坝顾问，1918年3月24日水坝发生部分坍塌，但由于蓄水不满，没有发生溃坝。
同时洛杉矶引水渠的修建导致了欧文斯谷供水匮乏，并直接导致欧文斯湖在1924年干涸。这导致当地农场主和牧场主暴动，他们摧毁了颚骨峡谷附近的水渠。
1928年3月12日，他检视过的圣弗朗西斯大坝在12小时后就坍塌，并导致溃坝，洪水冲毁了下游城镇，并导致至少431人死亡。他因此在1928年11月引咎辞职:418。
溃坝事件直接终结了他的职业生涯，余生他基本在隐居中度过:418。他开始创作自传，但没有完成。1935年，他因中风去世。

## 扩展阅读
- Davis, Margaret Leslie. . New York: Harper Collins. 1993. ISBN 978-0060166984.
- Reisner, Mark.  revised. New York: Penguin USA. 1993. ISBN 0-14-017824-4.
- Standiford, Les. . New York: Ecco. 2015. ISBN 978-0062251428.